# Dworskie Życie
Dworskie Życie – polski miesięcznik kobiecy, wydawany przez wydawnictwo Bauer od 26 kwietnia 2018 roku, a wcześniej ukazujący się nieregularnie jako wydanie specjalne tygodnika Życie na Gorąco.
Poświęcony jest tematyce dworów i rodzin monarszych, głównie (lecz nie tylko) z Europy.